# Bellefontaine, Jura
Bellefontaine là một xã trong vùng hành chính Franche-Comté, thuộc tỉnh Jura, quận Saint-Claude, tổng Morez. Tọa độ địa lý của xã là 46° 33' vĩ độ bắc, 06° 03' kinh độ đông. Bellefontaine nằm trên độ cao trung bình là 1036 mét trên mặt nước biển, có điểm thấp nhất là 760 mét và điểm cao nhất là 1311 mét. Xã có diện tích 24.71 km², dân số vào thời điểm 2006 là 534 người; mật độ dân số là 22 người/km².